# Westar
Westar era uma frota de satélites de comunicação geoestacionária que operam na banda C que foram lançados pela Western Union entre 1974 e 1984. Foram planejados sete satélites Westar, entretanto, apenas cinco deles foram lançados e operados sob o nome Westar.

## Satélites
| Satélite  | Fabricante | Data do lançamento      | Veículo de lançamento | Estado    | Nota |
| --------- | ---------- | ----------------------- | --------------------- | --------- | --- |
| Westar 1  | Hughes     | 13 de abril de 1974     | Delta 2914            | Inativo   | |
| Westar 2  | Hughes     | 10 de outubro de 1974   | Delta 2914            | Inativo   | |
| Westar 3  | Hughes     | 10 de agosto de 1979    | Delta 2914            | Inativo   | |
| Westar 4  | Hughes     | 26 de fevereiro de 1982 | Delta 3910 PAM-D      | Inativo   | |
| Westar 5  | Hughes     | 9 de junho de 1982      | Delta 3910 PAM-D      | Inativo   | |
| Westar 6  | Hughes     | 3 de fevereiro de 1984  | Challenger            | Fracassou | Devido a uma falha ele não conseguiu alcançar a órbita desejada e não pôde entrar em operação. Em novembro de 1984, durante a missão STS-51-A do ônibus espacial Discovery, o Westar 6 foi recuperado e trazido de volta para a Terra. Após ser restaurado foi adquirido pela pela AsiaSat e relançado em 7 de abril de 1990 como AsiaSat 1 |
| Westar 6S | Hughes     | Não foi lançado         |                       | Cancelado | Lançado em 12 de outubro de 1990 como Galaxy 6 |